# Захаржевская улица
Захарже́вская улица — улица в городе Пушкине (Пушкинский район Санкт-Петербурга). Проходит от Павловского шоссе до Кадетского бульвара.

## История
Название Захаржевская улица было присвоено 1 апреля 1832 года в честь главноуправляющего Царскосельским дворцовым правлением полицией Царского Села в 1817—1865 годах Я. В. Захаржевского. Он же руководил застройкой города.
4 апреля 1919 года улица стала улицей Волода́рского — в честь революционера В. Володарского (М. М. Гольдштейна).
В 1920—1960-х годах в состав улицы Володарского входил участок от Кадетского бульвара до Огородной улицы, ранее составлявший улицу Цыкунова.
7 июля 1993 года историческое название — Захаржевская улица — было возвращено.

## Застройка
- дом 5 (официально: улица Радищева, 15/5) — дом Е. П. Парфентьева  памятник архитектуры (вновь выявленный объект)[2];
- дом 7 — дом М. Буйлова (М. С. Панпушко)  памятник архитектуры (вновь выявленный объект)[2];
- дом 14 — штаб Офицерской артиллерийской школы. В 2015 году началась реконструкция под жилой дом[3].

## Перекрёстки
- Павловское шоссе
- улица Радищева
- Кадетский бульвар